# Karim Herouat
Karim Herouat est un footballeur français né le 11 décembre 1986. Il évolue au poste de milieu de terrain ou attaquant à quevilly lorsqu'il égalise face à Rennes en demi-finale de coupe de France en 2012.

## Biographie
Avec 1,71 m pour 70 kilos, il débute au centre de pré-formation de Villepinte puis en seniors au CS Meaux en division d'honneur, avant de signer à la JA Drancy en CFA en 2009.
Tout juste arrivé dans son nouveau club, il est rattrapé par une ancienne affaire et écope de dix semaines de prison ferme. En dépit de cet évènement extra sportif, il conserve la confiance de ses entraîneurs successifs, William Longuet puis Malik Hebbar. Celui-ci justifie cette confiance en inscrivant des buts décisifs, à la fois en Coupe de France, où il inscrit le but décisif dans les arrêts de jeu pour éliminer l'US Boulogne en seizième de finale de Coupe de France mais aussi en Championnat, où il marque des buts très importants pour le maintien en CFA.
À l'été 2011, dans la logique de sa progression, il est recruté par un club de National, l'US Quevilly, entraîné par Régis Brouard et déjà demi-finaliste de la Coupe de France deux ans auparavant, il sort de l'anonymat le 11 avril 2012 en inscrivant le but de l'égalisation face au Stade rennais devant les caméras de France 3 alors qu'il avait remplacé Julien Valéro cinq minutes auparavant. Il débute sa finale face à l'Olympique lyonnais. Il ne connaît pas la même réussite mais selon le journal L'Équipe du lendemain, il « apporte de la vivacité » à l'équipe.
Lors de la saison suivante (il n'y évolue que 18 minutes lors d'un match à l'extérieur contre l'AS Cherbourg en août 2012), il revient finalement pour 2012-2013 à la JA Drancy.

## Carrière
- Meaux
- 2009-2011 :  JA Drancy
- 2011-2012 :  US Quevilly
- 2012- :  JA Drancy[5]

## Palmarès
- Finaliste de la Coupe de France en 2012 avec l'US Quevilly